# 비니 로티노
빈센트 안토니오 로티노(Vincent Antonio Rottino, 1980년 4월 7일 ~ )는 미국의 야구 선수이다.

## 미국 프로야구시절
2003년 (2006년 메이저 리그 데뷔) 밀워키 브루어스에 입단한 로티노는 플로리다 말린스, 뉴욕 메츠, 클리블랜드 인디언스에서 5년에 걸쳐 각각 활약했으며 마이너리그 통산 1140경기에 출전해 타율 .294(4151타수 1222안타) 82홈런, 598타점, 타율 0.294를 기록했다.
2013년 일본 프로 야구 오릭스 버팔로스에서 활약한 로티노는 37경기에서 타율 .206(97타수 20안타) 4홈런 8타점 7득점을 기록했다. 2군에서는 52게임에 출전해 타율 .356(174타수 62안타) 7홈런, 33타점, 타율 0.356를 기록했다. 또 2009년 WBC에서는 이탈리아 국가대표팀 야구선수로 출전한 바 있다.

## 한국 프로야구시절

### 넥센 히어로즈시절
2014년 KBO 리그 외국인 확장 정책으로 넥센 히어로즈 외국인 타자로 영입되었다.
2014 시즌 79경기에 출전해 타율 0.306, 2홈런, 66안타, 22타점을 기록하였다.
선수 본인은 다음 시즌에도 재계약하기를 원했으나, 햄스트링 부상으로 인해 많은 경기를 뛰지 못해 결국 재계약이 성사되지 못하였다. 그의 대체선수로는 2014년 LG 트윈스에서 외야수로 활약했던 브래드 스나이더를 영입하였다.

## 미국 프로야구복귀
2015년 마이애미 말린스와 마이너계약을 하며 미국에 복귀하였다.